# Cross Channel
Cross Channel (クロスチャンネル, Kurosu Chan'neru, stylisé en CROSS†CHANNEL) est un eroge développé par Flying Shine (en) pour les plateformes Windows et PlayStation 2. La version Windows est sorti le 26 septembre 2003 et la version PS2 le 18 mars 2004. Un patch de traduction du jeu en anglais est sorti le 26 août 2009.

## Accueil
Famitsu a donné les notes de 24/40 à la version PS2, 30/40 à la version PlayStation 3 et 28/40 à la version PlayStation Vita.